# 黎集镇
黎集镇是位于中国河南省固始县东南部的一个镇，距县城28千米。总面积133平方公里，人口7.6万。下辖1个居委会，插花、洪塘、北元、南元、汪庙、半个店、桃花、卧龙、黄集、东岳、西峰、文店、元圩、大路、方集、毕店、泗湖、长兴、长湖、茶棚、李畈、马塘、水连洞等23个行政村。2005年10月被中央文明委命名为“全国文明镇”，2008年再次获得“全国文明村镇”称号。

## 交通
- 312国道穿境而过

## 历史名人
- 三国名将丁奉
- 明代进士、兵部尚书文衰